# ドリュー・マッキンタイア
アンドリュー・マクレーン・ギャロウェイ4世（Andrew McLean Galloway IV, 1985年6月6日 - ）は、スコットランドのサウス・エアシャー州エア出身のプロレスラー。WWEにてドリュー・マッキンタイア（Drew McIntyre）のリングネームで所属。

## 来歴

### キャリア初期
15歳でプロレスラーとなるためにFWA（Frontier Wrestling Alliance）が主宰するFWAアカデミーにてトレーニングを開始。2007年までイギリスを拠点とするインディー団体で活動。2006年8月27日にはIWW（Irish Whip Wrestling）にてシェイマス・オショネシーからIWWインターナショナルヘビー級王座を奪取している。

### WWE
2007年9月、WWEと契約を交わし入団。傘下団体であったOVWでトレーニングを開始。同年10月よりイングランド出身であるデイブ・テイラーのタッグパートナーとしてSmackDown!に登場し、メジャー・ブラザーズと抗争を繰り広げる。
2008年1月、OVWへと降格。2月にWWEとOVWが関係を解消したためFCWへと移籍。イングランド出身のステュー・ベネットとエンパイア（The Empire）というタッグチームを結成し、5月にエディ・コロン & エリック・ペレスからFCWフロリダタッグチーム王座を奪取。タッグ王座陥落後にベネットとタッグを解消し、シングルで活動。2009年3月19日にジョー・ヘニングからFCWフロリダヘビー級王座を奪取した。
2009年8月25日、SmackDown!にて入場の途中であったRトゥルースに急襲。この襲撃をきっかけにRトゥルースと抗争が開始。9月には会長であるビンス・マクマホンがマッキンタイアと契約を交わすアングルが組まれ、未来の世界王者になる男と紹介された。11月よりIC王者であるジョン・モリソンと抗争を開始。12月13日のTLC 2009にてモリソンから勝利して、IC王座を奪取した。
2010年2月23日、SmackDown!でのマネー・イン・ザ・バンクの出場を賭けた予選試合でケインに敗れ無敗記録が止まる。しかし、ビンス・マクマホンがケインのマネー・イン・ザ・バンクへの出場権を与えながらも負けた記録を抹消し、もう一度無敗のまま3月2日のSmackDown!にてマネー・イン・ザ・バンク予選試合でマット・ハーディーと対戦。この試合でも敗戦してしまうが再度ビンスが記録を抹消。同月9日、IC王座とマネー・イン・ザ・バンク出場権を賭けた試合をアーロン・ボロと行い圧勝した。同月16日には挑戦者を募った際にジ・アンダーテイカーが登場し、完敗を喫した。3月28日、WrestleMania XXVIにてマネー・イン・ザ・バンク・ラダーマッチに出場するも敗戦した。WrestleMania XXVI以降、マネー・イン・ザ・バンク・ラダーマッチで負けた原因となったマット・ハーディーを襲撃するようになり、5月7日のSmackDownではGMであるセオドア・ロングの制止を振り切りマットに暴行を加えたため謹慎処分となる。それでも暴行をやめなかったためにIC王座を剥奪される。王座を剥奪されてもマットに暴行を加えたためロングから解雇を言い渡されることとなった。しかし、ロングより解雇を取り消すというビンスからの手紙を持って登場し、SmackDownに復帰し、IC王座の剥奪も取り消しとなった。その結果、IC王座争奪トーナメントを優勝して王者になるはずでだったコフィ・キングストンと抗争が展開。5月23日のOver the Limit 2010にてコフィを相手に王座防衛戦を行うが敗戦してベルトを奪取された。王座陥落後、コーディ・ローデスとタッグを組んでに活動。9月19日のNight of Champions 2010ではタッグチーム・ターモイルマッチによるWWEタッグ王座戦にてマーク・ヘンリー & エヴァン・ボーンから処理し、王座を獲得した。10月24日のBragging Rights 2010ではジョン・シナ & デビッド・オタンガに敗戦してベルトを奪取された。王座陥落後、王座再冠を目指してビッグ・ショー & コフィ・キングストンと対戦するがローデスを見殺しにて敗戦となった。試合後、バックステージにて口論となりタッグを解散した。11月、2年ぶりに開催されたキング・オブ・ザ・リングでは予選でMVPを破るが、1回戦でエゼキエル・ジャクソンとダブルカウントアウトで引き分けたため両者共に敗退した。

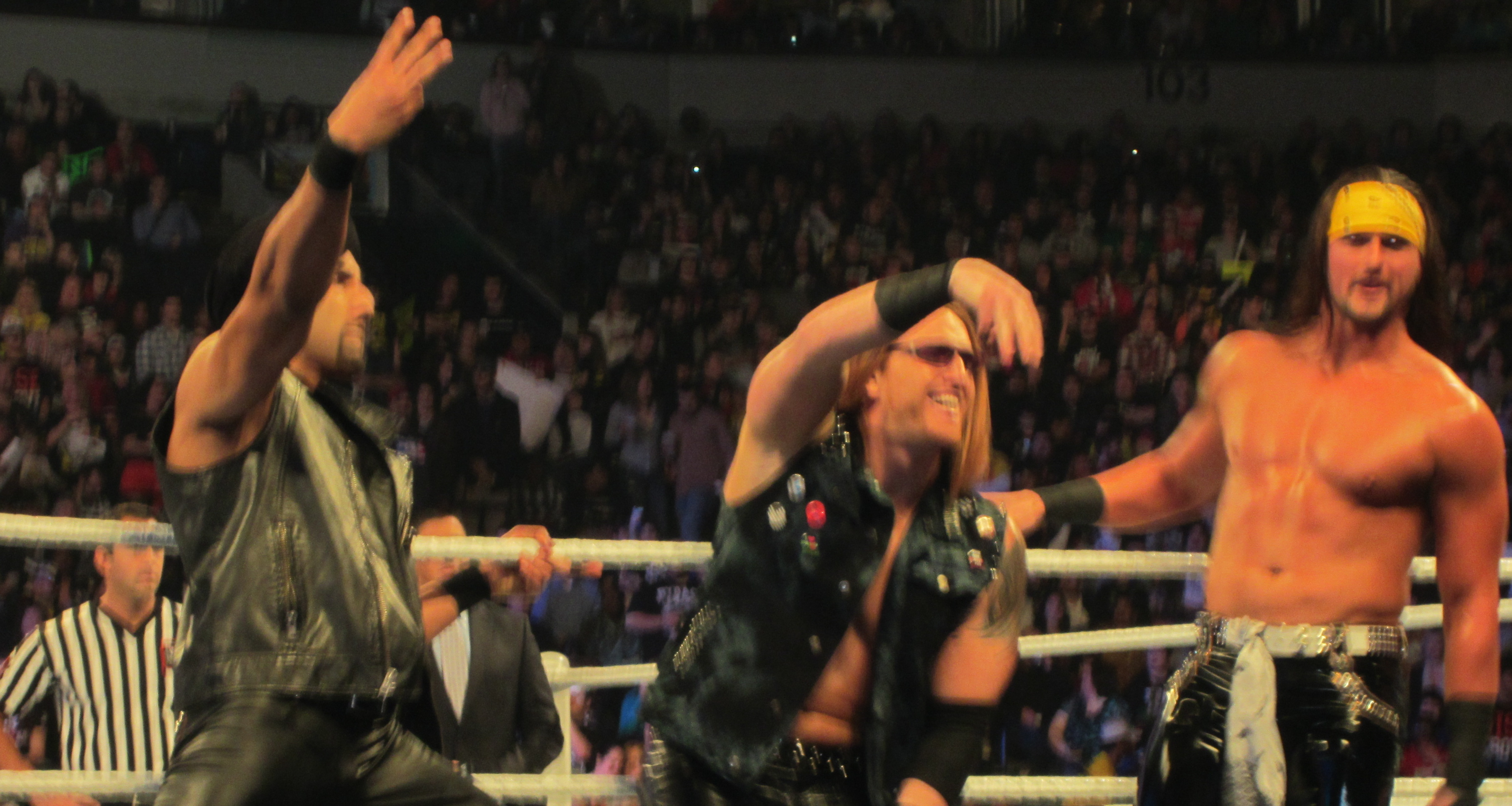
3MB時代

2011年4月、ドラフトにてRAWへと移籍したが活躍できず、2012年3月2日のSmackDown!にてロングにより解雇を宣告された。3月9日、1日GMとなったジョン・ロウリネイティスによりホーンスワグルとの試合が組まれて勝利したことで再び契約を結び、WrestleMania 28では負傷欠場したクリスチャンの代役として出場した。9月、ヒース・スレイター、ジンダー・マハルと組み3MBを結成。結成当時は左手の親指の付け根を負傷していたためセコンドを務めていたが12月に復帰した。
2014年6月、WWEから退団する事が発表された。

### インディー団体
WWE解雇後、2014年8月8日、ニュージャージー州を拠点とするEVOLVEのEVOLVE 31に本名名義で参戦。EVOLVE王座を保持するクリス・ヒーローに挑戦。3MB時代のギミックで登場して会場を盛り上げ、試合ではフューチャーショックを決めて勝利し、初参戦ながらベルトを奪取した。10月3日、ニューヨーク州を拠点とするFWE（Family Wrestling Entertainment）のReFuledに参戦。カリート・コロンと元WWE対決を行い勝利した。11月15日、トミー・ドリーマーが主宰するHOH（House Of Hardcore）のHOH VIIに参戦。オースチン・エリーズと対戦するが敗戦した。

### TNA
2015年1月29日、TNAと契約を交わして入団。2月20日、スコットランド・グラスゴーで行われたiMPACT Wrestlingにてアル・スノー vs グラドの試合後、ヒールユニットであるビートダウン・クランに両者襲撃に遭ったところを鉄の棒を持って乱入し撃退した。初登場後、1人でビートダウン・クランと抗争を展開するが数の多さに抵抗できない事から3月27日、リングを占拠するビートダウン・クランに対しバックステージから登場してマイクアピールにて新たな仲間を連れてきた事を予告すると客席からイーライ・ドレイクとマイカが現れ乱闘を行って追い払い、そしてトリオユニットであるライジング（The Rising）を結成した。同月28日、WWNLive Supershow Mercury Rising 2015にてDGUSA（DRAGON GATE USA）の王座であるオープン・ザ・フリーダムゲート王座を保持するジョニー・ガルガノと自身が保持するEVOLVE王座を賭けたダブルタイトルマッチを行い、最後にフューチャーショックを決めて勝利し、オープン・ザ・フリーダムゲート王座を手にした。試合後にはマイクアピールにてガルガノに対してWrestleManiaと並ぶイベントに出来たと褒め称えた。
ライジング vs ビートダウン・クランの抗争は熾烈な展開となる中、7月1日に決着戦である3対4のハンディキャップ形式イリミネーションマッチを行いマイカのカウント負け、ドレイクの負傷欠場で簡単に劣勢へと陥るがケニー・キング、ロウ・キーを破り食い下がったもののヘルナンデスとMVPに抵抗できず敗戦した。ビートダウン・クランとの抗争後、ドレイクとマイカには頼りにならないと切り離し再び1人で試合を行うようになるがこれに憤慨したドレイクにより襲撃されライジングは解散となった。8月5日に直接対決を行うが丸め込まれてしまい敗戦。同月19日、因縁に決着をつける為にドレイクとノーDQマッチによる再戦を行い、最後にドレイクを机に叩きつけて勝利した。
同月より開始されたジェフ・ジャレットが主宰するGFWとの団体抗争戦にてTNA代表の1人として参加。9月9日、クリス・モルデツキーとのランバージャックマッチにて終盤にフューチャーショックを決めてモルデツキーが起き上がれなくなったところをGFWのメンバーにより場外で襲撃を受け両軍大乱闘となり、バックステージからギターを持って介入してきたジャレットから攻撃されようとしたところへエリック・ヤングがギターを奪い引き止めるが結局ギターを叩きつけられてしまい、モルデツキーにフォールされ敗戦した。
2016年1月26日、4ヶ所のコーナーポスト上のポールに掛けられたいつでも王座挑戦できる権利を得られるキャッシュケースの争奪戦であるフィースト・オア・ファイアードマッチに出場。試合終盤にイーライ・ドレイクとの争いとなり、最後にドレイクをポスト上から投げるとキャッシュケースを獲得した。3月15日、TNA世界ヘビー級王者であるマット・ハーディー vs イーサン・カーター3世 vs ジェフ・ハーディーの3wayマッチ形式TNA世界ヘビー級王座戦にてマットが勝利後、キャッシュケースの権利を使用して挑戦。最後にクレイモアからフューチャーショックを決めて勝利。ベルトを奪取した。

### WWE

#### NXT
2017年4月1日、WWEの傘下団体であるNXTのTakeover Orlandoにて観客として試合を観戦しに訪れた事が確認され、大会終了後にはWWEとの1年契約を交わし再入団した事が発表された。同月12日、NXTにてリングネームをドリュー・マッキンタイアに戻し、オニー・ローキャンを相手にWWEでの復帰戦を行い、アラバマスラムからクレイモアを決めて勝利した。8月19日、TakeOver: Brooklyn IIIにてNXT王座を保持するボビー・ルードに挑戦。終盤にルードからグロリアスDDTを喰らい、再度グロリアスDDTを決められようとしたところで切り返すとヘッドバットからクレイモアを決めて勝利。ベルトを奪取した。

#### WWE
2018年4月16日、WWE・RAWにてスーパースター・シェイクアップが行われ、昇格を果たす。同月23日、RAWにてドルフ・ジグラーと組んでタイタス・ワールドワイド（アポロ・クルーズ & タイタス・オニール）と対戦。中盤よりアポロを捕えて孤立させると最後に自身のクレイモアとジグラーのジグザグの合体技を決めて勝利。9月3日、RAWにてWWEロウ・タッグ王座を保持するBチーム（カーティス・アクセル & ボー・ダラス）に挑戦する予定であったザ・リバイバル（スコット・ドーソン & ダッシュ・ワイルダー）をバックステージで襲撃してジグラーとのタッグで挑戦権を奪う。終盤に自身がボーをコーナーに叩きつけて場外に排除するとアクセルを孤立させ、最後にジグラーのジグザグと自身のクレイモアの合体技を決めて勝利。ベルトを奪取した。
2020年1月26日、ロイヤルランブル2020にて16番目に登場。WWE王者であったブロック・レスナーを脱落させ、ロマン・レインズを退けて優勝する。4月5日、レッスルマニア36第二部でWWE王座を懸けてブロック・レスナーと対戦。クレイモアを決めて勝利し王座奪取に成功する。直後（放送は翌日のRAW)でビッグ・ショーと対戦し勝利、初防衛を果たした。
2023年8月5日、サマースラムでIC王者グンターに挑戦もピンフォール負けした。
2023年11月、クラウン・ジュエルで世界ヘビー級王者のセス・ロリンズに挑戦も王座獲得を逃した。
2024年4月、レッスルマニア40でセス・ロリンズと再戦。マッキンタイアが勝利し、世界ヘビー級王座を獲得した。しかしその数分後、ダミアン・プリーストにキャシュ・インされ王座から陥落した。8月、サマースラムでCMパンクと対戦(レフェリーはセス・ロリンズ)し、勝利で飾った。10月、バッドブラッドでCMパンクとヘル・イン・ア・セル戦で対戦。30分を超える激闘に敗れ、決着戦を勝利で飾ることができなかった。2025年3月、エリミネーション・チェンバー戦に参戦するも、丸め込みでダミアン・プリーストにより脱落。脱落後もプリーストに介入し、脱落をアシスト。両者は遺恨を深めた。4月、レッスルマニア41でプリーストとストリート・ファイト形式で対戦し、勝利を収めた。5月24日のサタデー・ナイト・メイン・イベントでダミアン・プリーストと金網デスマッチで対戦するも敗北。

## 得意技

### フィニッシュ・ホールド
クレイモア
マッキンタイア城を死守する宝剣クレイモアという意味を込めて名付けられた。ランニング・シングルレッグ・ドロップキック。WWE復帰後のフィニッシャー。
ランニングしながらジャンプと同時に片足で相手の顔面を打ち抜くシングル・ドロップ・キック。高々とジャンプするのではなく、自身がランニングの勢いを着けて体重を掛けて相手の顔面を蹴りつけるため、破壊力は抜群。
2013年3月、ライバックとの試合中、ビッグブートを放つ際に革パンツを履いていたことで誤って軸足も上がって後ろに倒れてしまった際に誕生するきっかけになる。ブラッシュアップして現在の形に近づけ、TNA時代に至るまで得意技の一つとして使用していた。クレイモア・キックと呼称される場合もある。
フューチャー・ショック
スナップ式ダブルアームDDT。
相手の頭部を脇下に差し込み、リバース・フルネルソンの体勢で捕らえ、右足を振りかぶって勢いをつけ、胴体を両足で挟み込むように飛びついて脳天からマットに突き刺すスナップ式のダブルアームDDT。
クラッチの位置が通常のリバースフルネルソンよりも深く、相手の腋の下から腕を通しているのが特徴。フューチャー・ショックDDTと呼称される場合もある。
アイアンメイデン
変型チキンウィングフェイスロック
うつぶせの相手をサイドから片羽締めの体勢で、片腕を巻き込んで締め上げるフェイスロック。
ケルティック・クロス
水車落としの体勢で担ぎ上げた状態から、相手の体を反転させずに、後方へ倒れ込みながら頭部から叩き落とす技
デイブ・フィンレーの得意技として知られる。
雪崩式ケルティック・クロス
自らトップロープから水車落としの体勢で担ぎ上げた状態から、相手の体を反転させずに、後方へ倒れ込みながら頭部から叩き落とす技。

### 打撃技
ナックル・パンチ
ボディーブロー
エルボー
エルボー・スタンプ
バック・エルボー
バックハンド・チョップ
フロント・ドロップキック
相手の腹部めがけての低空ドロップキック。
グラスゴー・キス
相手の頭を掴まないヘッドバット。
ビックブート
サミング
目潰し。大一番で逆境時に使用し、フィニッシャーへと繋げる。
クローズライン
ショートアーム・クローズライン
ダイビング・ブレーン・チョップ
自らトップロープからの飛び相手の頭部に目掛けてブレーン・チョップ打ち付ける。繋ぎ技として使用。

### 投げ技
スープレックス
スーパープレックス
ジャーマンスープレックス
ベリー・トゥー・バックスープレックス
オーバーヘッド・ベリー・トゥー・ベリー・スープレックス
相手を後方へ大きく投げ飛ばすフロントスープレックス、走ってくる相手へのカウンターとして使用。通常、カウンター、雪崩式等のバリエーションを使用。
ノーザンライトスープレックス
ティルトワール・バックブリーカー
スパインバスター
主にカウンターで使用。
シットアウト・スパインバスター
ファイヤーマンズキャリー・ガットバスター
インヴァーテッド・ダブル・レッグスラム
変型フェイスバスター
スインギング・フューチャー・ショック
相手をリバース・フルネルソンで捕らえた状態でジャイアント・スイングのように大きく振り回して、胴体を両足で挟み込むように飛びついて一気に背面から倒れ込んで相手を脳天からマットに突き刺す変形のフューチャー・ショック。
トルネード・フューチャー・ショックDDT
コーナー最上段に腰を下ろした状態で相手をリバース・フルネルソンで捕らえ、ジャンプと同時に180°旋回しながら胴体を両足で挟み込むように飛びついて背面から落下して、脳天からマットに突き刺す変形フューチャー・ショックDDT。
ジャンピング・ネックブリーカー
相手の背後から飛びつくジャンピング式ネックブリーカーを仕掛ける技。ランディ・オートンのRKOのように高くジャンプしながら仕掛けるので、空中で自分と相手の体がほぼ一直線になる。

### 関節技、絞め技
ボストンクラブ
ハーフボストンクラブ
チキンウィング・アームロック
フィギュアフォー・レッグロック
ベアハッグ
リアネイキッドチョーク
スリーパーホールド

### 飛び技
スーサイドダイブ
トペ・コン・ヒーロ

## 獲得タイトル
WWE
- 世界ヘビー級王座 : 1回
- WWE王座 : 2回
- WWE IC王座 : 1回
- WWE・ロウタッグ王座 : 2回

w / コーディ・ローデス
w / ドルフ・ジグラー
- ロイヤルランブル優勝（2020年）
- NXT王座 : 1回
- トリプルクラウン達成

TNA
- TNA世界ヘビー級王座 : 1回
- インパクト・グランド王座 : 1回

FCW
- FCWフロリダヘビー級王座 : 1回
- FCWフロリダタッグチーム王座 : 1回

w / ステュー・サンダース
OCW
- OCW世界ヘビー級王座 ： 1回

EVOLVE
- EVOLVE王座 : 1回

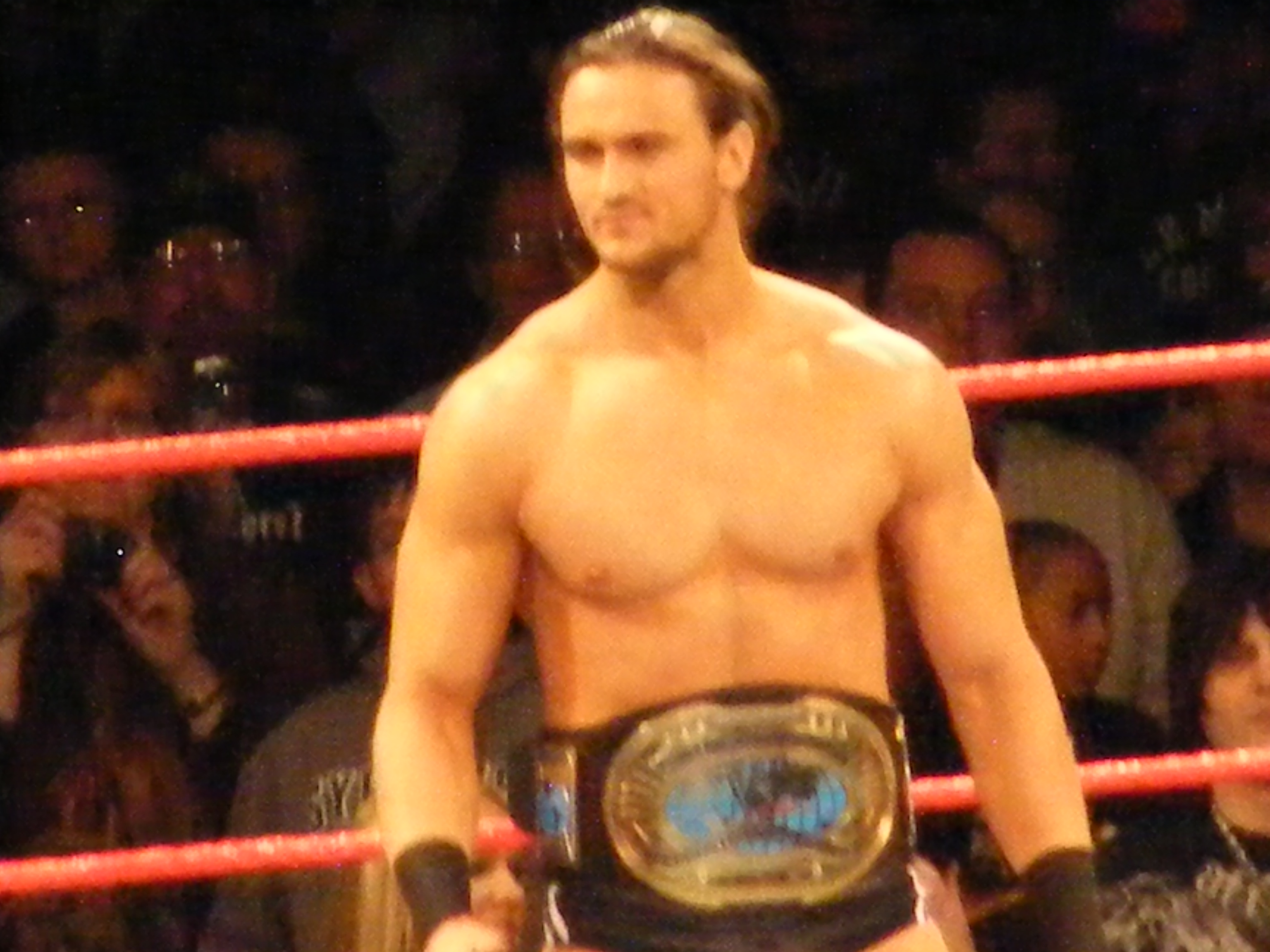
WWE IC王者時代

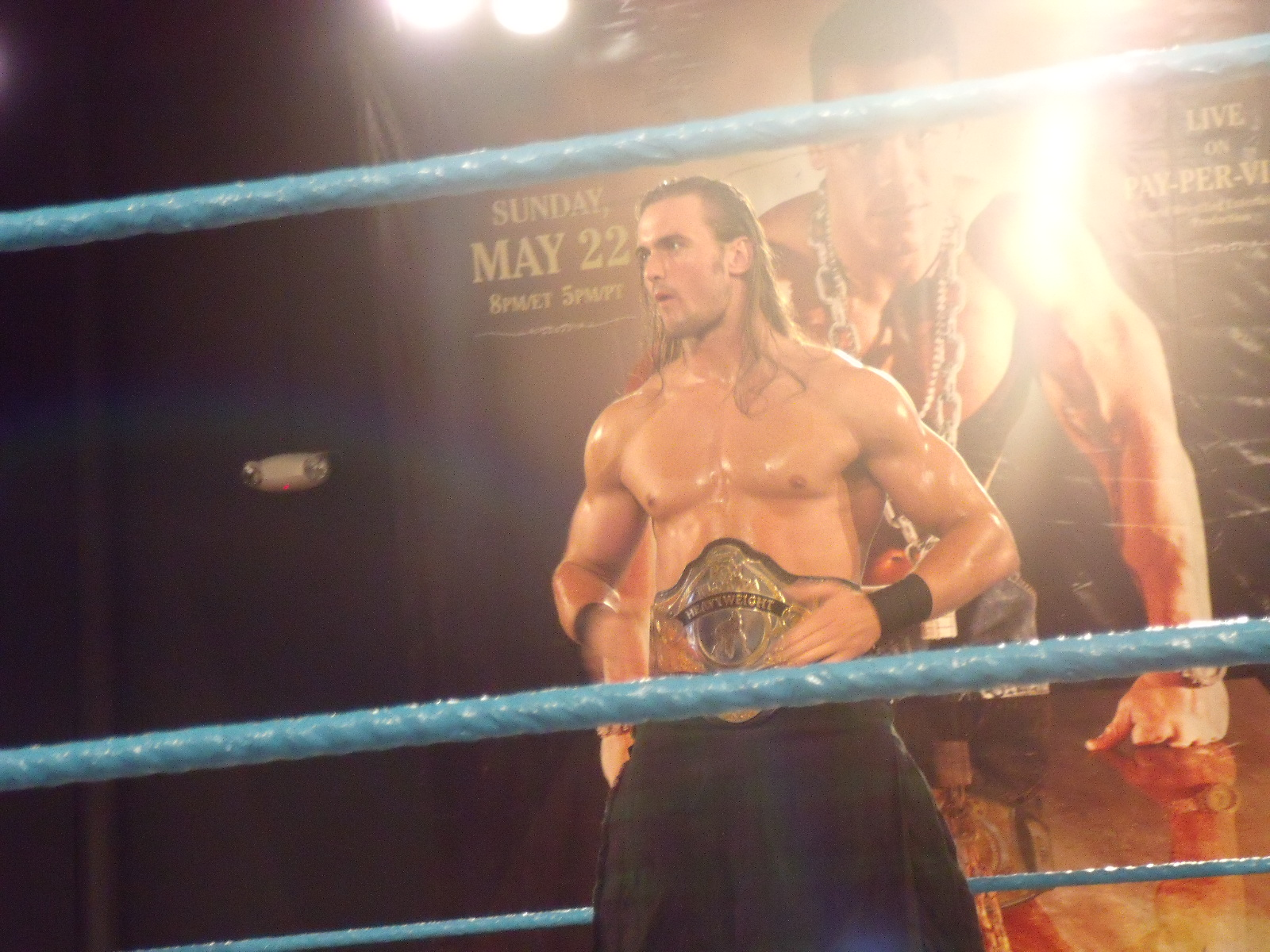
FCW王者時代

- オープン・ザ・フリーダムゲート王座 ： 1回
- EVOLVEタッグチーム王座 : 2回

w / ジョニー・ガルガノ
w / ダスティン
IWW
- IWWインターナショナル・ヘビー級王座 : 1回

ICW
- ICW世界ヘビー級王座 : 2回

DPW
DPWヘビー級王座 : 1回
SWA
- スコティッシュヘビー級王座 : 1回

UEWA
- ヨーロピアンヘビー級王座 : 1回

WCPW
- WCPW世界王座 : 1回

## その他
- シェイマスと共に、トリプルHとショーン・マイケルズの2人に大変気に入られており、共にトレーニングをしているとのこと。
- 2010年にECWのGMであるティファニーと婚約、3月に結婚。2011年5月に離婚。
- リッキー・スティムボートがエージェントとして指導している。2009年のスマックダウン再登場前はハウスショーでスティムボート自ら胸を貸し、テストマッチを行なっていた。
- 2013年4月16日、テレビ朝日系列で放送された『トリハダ㊙スクープ映像100科ジテン』にて海外で活躍するスポーツ選手でイケメンの一人として紹介された。
- 10代の頃はプロサッカー選手になる夢も持っていた。スコットランドのレンジャーズFCのファン。

## 入場曲
- It's Too Late
- Seeing Red
- Broken Dreams (Shaman's Harvest)
- More Than One Man
- Wish It Away
- The Ghost In Us
- Saviour
- Gallantry - 現在使用中